# ريتشارد فوغت
ريتشارد فوغت (بالألمانية: Richard Vogt)‏ (26 يناير 1913 – 13 يوليو 1988) هو ملاكم ألماني راحل، مثّل بلاده في الألعاب الأولمبية الصيفية 1936.

## روابط خارجية
ريتشارد فوغت على موقع بوكس ريك (الإنجليزية) (registration required)
- ريتشارد فوغت على موقع أوليمبيديا (الإنجليزية)